# 數論主題列表
這是數論的主題列表。參照
- 趣味數學主題列表

## 因數
- 因數：b 可以被 a 整除。即稱 a 是 b 的因數。
  - 最大公因數：能夠整除多個整數的最大正整數。
  - 最小公倍數：能夠被多個整數整除的最小正整數。
  - 輾轉相除法：求最大公因數的算法。
  - 互素：多個整數的最大公因數為1。
  - 歐幾里德引理：在歐幾里得《幾何原本》中提出，和三個整數整除和互質關係有關的定理
  - 貝祖等式：得名於法國數學家艾蒂安·貝祖，有關最大公因數的定理。
- 合成數：除了1和自身以外，還有其他正因數的自然數。
  - 高合成數：任何比此數小的自然數，其因數數目均比這個數的因數數目少。
- 奇數和偶數：除以2餘1的自然數，以及除以2會整除的自然數。
- 素数：其正因數只有1和自身的自然數。
- 素因子：本身是素数的因數。
  - 素因子表：條列自然數的素因數。
- 素数公式：只產生素數的公式。
- 整数分解：以質因數的乘積來表示自然數。
  - RSA破譯競賽（英语：RSA Factoring Challenge）：分解安全用RSA密碼的比賽。
- 算術基本定理：每個大於1的自然數，若本身不是質數，就可以寫為2個或以上的質數的積
- 无平方数因数的数：其因數中不包括平方數的自然數
- 平方数：可以寫成某整數平方的數。
- 整值多项式（英语：Integer-valued polynomial）：在變數是整數時，其值恆為多項式的多項式。

## 分數
- 有理數
- 單位分數
- 最简分数
- 二进分数
- 循环小数
- 法里数列
  - Ford circle（英语：Ford circle）
  - Stern-Brocot tree（英语：Stern-Brocot tree）
- 古埃及分數
- Engel展開式

## 模算术
- 蒙哥马利算法
- 模幂
- 线性同余方程
- 逐次代換法（英语：Method of successive substitution）
- 中國剩餘定理
- 費馬小定理
  - 費馬小定理的證明
- 欧拉函数
  - 非互補歐拉商數
  - 非歐拉商數
- 欧拉定理
- 威尔逊定理
- 原根
  - Multiplicative order（英语：Multiplicative order）
  - 离散对数
- 二次剩余
  - 欧拉准则
  - 勒让德符号
  - 高斯引理
- 平方同余
- Luhn算法
- 模n密碼分析（英语：Mod n cryptanalysis）
- 戴德金和

## 素性检验和素因子分解
主要标題:计算数论, 算法数论
- 试除法
- 埃拉托斯特尼筛法
- 素性判定法则
  - 可能性算法
- 费马素性检验(应用费马小定理)
  - 伪素数
  - 卡米歇尔数
  - 欧拉伪素数
  - 欧拉-雅克比伪素数（英语：Euler-Jacobi pseudoprime）
  - 斐波那契伪素数（英语：Fibonacci pseudoprime）
  - 可能素数
- 米勒-拉宾检验
- 卢卡斯-莱默检验法
- 卢卡斯-莱默检验法在梅森素数上的运用
- AKS素性检验
- NewPGen（英语：NewPGen）
- 整数分解
  - Pollard p-1法
  - Pollard's rho algorithm（英语：Pollard's rho algorithm）
  - Lenstra 椭圆曲线分解法
  - 二次筛选法
  - 特殊数域筛选法
  - 普通数域筛选法
  - 秀爾演算法
- RSA破譯競賽
  - FAFNER（英语：FAFNER）

## 数论函数
- 积性函数
- 加性函数
- 狄利克雷卷积
- 默比乌斯函数
  - 默比乌斯倒置算法
- 除數函數
- 因数函数
- 刘维尔函数
- 整數分拆
  - 貝爾數
  - 兰道函数
  - 五邊形數定理
- Erdős–Kac theorem（英语：Erdős–Kac theorem）

## 解析數論
- 孪生素数
  - 孪生素数猜想（哈代-李特尔伍德第一猜想）
  - Brun 常数
- 表兄弟素数
- 四胞胎素数
- 六質數
- 三胞胎素数
- 索菲熱爾曼素數
- 坎寧安鏈（英语：Cunningham chain）
- 哥德巴赫猜想
  - 弱哥德巴赫猜想
- 哈代-李特尔伍德第二猜想
- Schinzel's hypothesis H（英语：Schinzel's hypothesis H）
- 华林问题
  - Brahmagupta等式
  - 欧拉四平方和恒等式
  - 四平方和定理
  - 的士數
  - 一般化的士數
- 士的數
- Schnirelmann密度
- 和集
- 兰道-拉马努金常数
- 謝爾賓斯基數
  - Seventeen or Bust

## 代数数论
見代数数论主题列表

## 二次型
- Unimodular lattice（英语：Unimodular lattice）
- 费马平方和定理

## L函数
- 黎曼ζ函數
  - 在ζ(2)上的貝塞尔问題
  - Hurwitz ζ函数
- 狄利克雷级数
- 欧拉积
- 素数定理
  - Offset logarithmic integral
  - 勒让德常数
  - 斯奎斯数
  - 勃兰特假定
    - 勃兰特假定的证明
    - 证明所有素数的倒数之和发散

  - 克拉姆猜想
- 黎曼猜想
  - 希尔伯特－波利亚猜想
  - 廣義黎曼猜想
  - 默滕斯函数、默滕斯猜想、Meissel-Mertens 常数
  - De Bruijn-Newman 常数
- Dirichlet character
- 狄利克雷L函数
- 狄利克雷定理
  - Linnik 定理
- 函数方程 (L函数)
- Chebotarev's density theorem（英语：Chebotarev's density theorem）
- 局部ζ函数
  - 魏伊猜想（英语：Weil conjectures）
- 模形式
  - modular group（英语：Modular group Gamma）
  - Congruence subgroup（英语：Congruence subgroup）
  - 赫克算子
  - 尖点形式
  - 模曲线
  - 拉马努金-彼得森猜想（英语：Ramanujan-Petersson conjecture）
- Birch 和 Swinnerton-Dyer 猜想
- 自守形式
- 塞爾伯格跡公式
- 阿廷猜想
- Sato-Tate 猜想
- 郎蘭茲綱領
- 谷山-志村猜想

## 丟番圖方程
- 勾股数
- 配尔方程
- 椭圆曲线
  - Nagell-Lutz定理
  - Mordell-Weil定理
  - 阿贝尔簇算法
- 费马大定理
- 莫德尔猜想
- 欧拉猜想
- abc猜想
- 卡塔蘭猜想
- Pillai猜想
- Hasse定则
- 丢番图集合
- Matiyasevich定理
- 1729
- 馬爾可夫方程

## 丢番图逼近
- 無理數
  - 二次无理数
  - 整数平方根
  - 代数数
    - Pisot-Vijayaraghavan数

  - 超越數
    - e
    - 圓周率π
    - 化圓為方
    - 林德曼-魏尔斯特拉斯定理
    - 希尔伯特第七问题
    - 格尔丰德-施奈德定理

  - 埃尔德什-波温常数
- 刘维尔数
- 連分數
  - Khinchin 常数
  - 非普遍连分数
- 克罗内克定理
- 圖埃–西格爾–羅特定理
- Prouhet-Thue-Morse 常数
- 格尔丰德-施奈德常数
- 贝亚蒂定理
- 李特尔伍德猜想（英语：Littlewood conjecture）
- Discrepancy 函数
  - Low-discrepancy sequence
  - Illustration of a low-discrepancy sequence
  - Constructions of low-discrepancy sequences（英语：Constructions of low-discrepancy sequences）
  - Halton 序列
- 数的几何
  - 闵可夫斯基定理
  - 皮克定理
  - Mahler's compactness theorem（英语：Mahler's compactness theorem）
- 马勒定理

## 筛选方法
- Large sieve

## 有名的素數
- 卡倫素數
- 歐拉素數
- 費馬素數
- 梅森素數
  - 新梅森猜想
  - GIMPS
- 紐曼-尚克斯-威廉士素數
- 瓦格斯塔夫素數
- 沃尔-孙-孙素数
- 韦伊费列治素数
- 威爾遜素數
- Wolstenholme素数
- 胡道尔素数

## 組合數論
- Covering system（英语：Covering system）
- Erdös-Ginzburg-Ziv定理
- 多项式法
- 范德瓦尔登定理
- Szemerédi定理
- 倒數和發散

## 伪随机数
- 伪随机数发生器
  - 伪随机性（Pseudorandomness）
  - 密码学安全伪随机数生成器（Cryptographically secure pseudo-random number generator）
- 平方取中法
- Blum Blum Shub（英语：Blum Blum Shub）
- ISAAC（英语：ISAAC_(cipher)）：1993年開發的随机数生成器演算法。
- 线性同余发生器：一種產生偽隨機數的方法。
- 梅森旋转算法：1997年開發的偽隨機數方法。
- 时滞斐波那契生成器：用於改進線性同餘生成器的偽隨機數生成器。
- 线性反馈移位寄存器
- 互縮生成器（Shrinking generator）
- 流加密（Stream cipher）

## 历史
- Disquisitiones Arithmeticae
- On the Number of Primes Less Than a Given Magnitude（英语：On the Number of Primes Less Than a Given Magnitude）
- Vorlesungen über Zahlentheorie（英语：Vorlesungen über Zahlentheorie）